# Bardeleben
Bardeleben – polski herb szlachecki z indygenatu.

## Opis herbu
Opis zgodnie z klasycznymi regułami blazonowania:
W polu czerwonym topór w skos o toporzysku złotym i ostrzu srebrnym, pod którym takaż róża. 
Klejnot: Ogon pawi na którego skrajnych piórach z prawej godło, z lewej godło w lewo. 
Labry czerwone, podbite srebrem.

## Najwcześniejsze wzmianki
Zatwierdzony indygenatem dla Jana Krzysztofa Bardeleben w 1768 roku.

## Herbowni
Bardeleben.